# Скандолара-Рипа-д'Ольйо
Скандолара-Рипа-д'Ольйо (італ. Scandolara Ripa d'Oglio) — муніципалітет в Італії, у регіоні Ломбардія,  провінція Кремона.
Скандолара-Рипа-д'Ольйо розташована на відстані близько 420 км на північний захід від Рима, 80 км на схід від Мілана, 13 км на північний схід від Кремони.
Населення — 563 особи (2014).

## Демографія
Населення за роками:

Станом на 1 січня 2023 року в муніципалітеті офіційно проживало 97 іноземців з 8 країн, серед них 10 громадян країн Євросоюзу та 5 громадян України.

## Сусідні муніципалітети
- Альфьянелло
- Корте-де'-Фраті
- Габбьонета-Бінануова
- Гронтардо
- Сеніга